# Chorągiew tatarska Krzysztofa Szachmancera

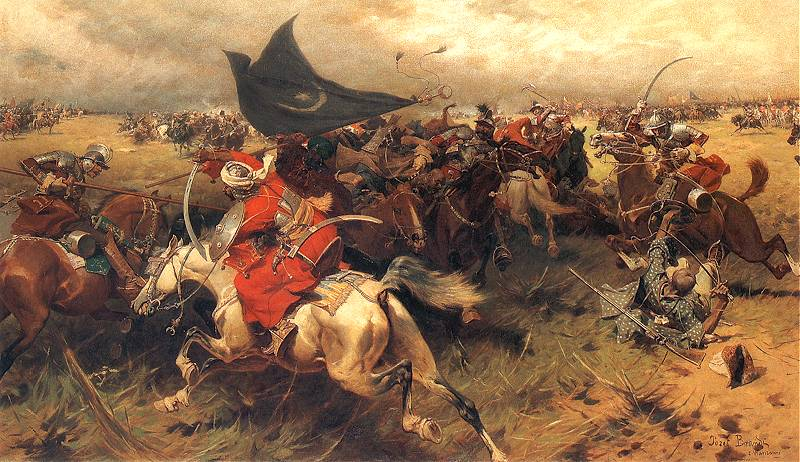
Józef Brandt, Walka o sztandar turecki

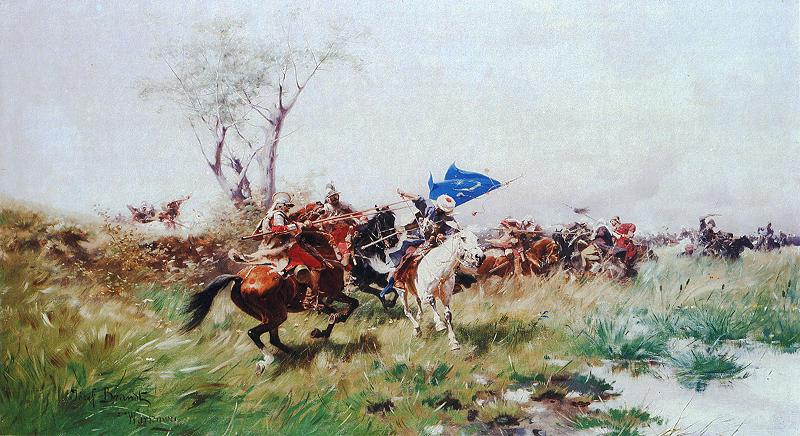
Józef Brandt, Atak kawalerii

Chorągiew tatarska Krzysztofa Szachmancera – chorągiew tatarska jazdy koronnej połowy XVII wieku.
Rotmistrzem chorągwi był Krzysztof Szachmancer.
Jej żołnierze brali udział w działaniach zbrojnych wojnie polsko-kozacko-tatarskiej 1666 – 1671. W 1672 roku, jako nieliczni z Tatarów, pozostali przy królu Michale Korybucie Wiśniowieckim. Większość chorągwi tatarskich zbuntowała się, przechodząc na stronę sułtana Imperium osmańskiego Mehmeda IV.

## Bunt Tatarów w 1672
Pierwsze chorągwie tatarskie zaczęły porzucać swoje leża pod koniec 1671 roku, jednak dopiero wiosną 1672, doszło do buntu jazdy tatarskiej, kiedy to na stronę turecką przeszło kilkunastu rotmistrzów tatarskich wraz ze swymi chorągwiami.
Byli to m.in. rotmistrzowie: Adamowicz, Aleksandrowicz, Murza Korycki, Samuel Krzeczowski, Adam Murawski, Dżafar Murawski, Hussejn Murawski, Samuel Murza, Samuel Sulimanowicz, Daniel Szabłowski, Lechtezar Szabłowski.
Wystąpieniem tym kierował rotmistrz Aleksander Kryczyński. Jako jeden z nielicznych do buntu nie przystąpił rotmistrz Krzysztof Szachmancer, który nakazał swym żołnierzom powrót do Ostroga. 